# Mulda, Mittelsachsen
Mulda là một đô thị trong huyện Mittelsachsen, bang tự do Sachsen, nước Đức. Đô thị Mulda, Mittelsachsen có diện tích 43,08 km², dân số thời điểm ngày 31 tháng 12 năm 2005 là 2874 người.